# Shazia Mirza
Shazia Mirza (Birmingham) es una cómica, actriz y escritora británica. Es conocida por sus monólogos y sus artículos en los periódicos británicos The Guardian y The Daily Telegraph.

## Biografía
Mirza nació en Birmingham (Inglaterra), hija mayor de padres musulmanes paquistaníes que se trasladaron a esta ciudad en la década de 1950.
Mirza estudió Bioquímica en la Universidad de Mánchester y obtuvo un certificado de posgrado en Educación en Goldsmiths, Universidad de Londres. Antes de iniciar su carrera en la comedia, Mirza fue profesora de ciencias en Langdon Park School, donde enseñó a Dylan Mills, ahora conocido como el pionero del grime Dizzee Rascal. Más tarde asistió al Rose Bruford College, donde estudió interpretación a tiempo parcial mientras trabajaba como profesora suplente, cursando el último año de la carrera a tiempo completo.

## Trayectoria
Se dice que su comedia traspasa barreras y, como cómica, a menudo se refieren a ella como "valiente".
Mirza fue columnista de The Guardian entre 2008 y 2010. También escribió columnas para los periódicos The New Statesman y Dawn newspaper.
Fue tertuliana habitual en la serie de debates de actualidad The Wright Stuff, de Channel 5, además de aparecer en otros programas de televisión.
En abril de 2007, presentó un documental en BBC Three titulado F*** Off, I'm a Hairy Woman.
Mirza también ha aparecido en reality shows  Celebrity The Island with Bear Grylls en Channel 4 (2017), y en 2018, en el programa de Channel 5 Celebs in Solitary.

## Reconocimientos
Fue reconocida como una de las 100 mujeres de la BBC en 2013.